# Kilkenny (cerveza)

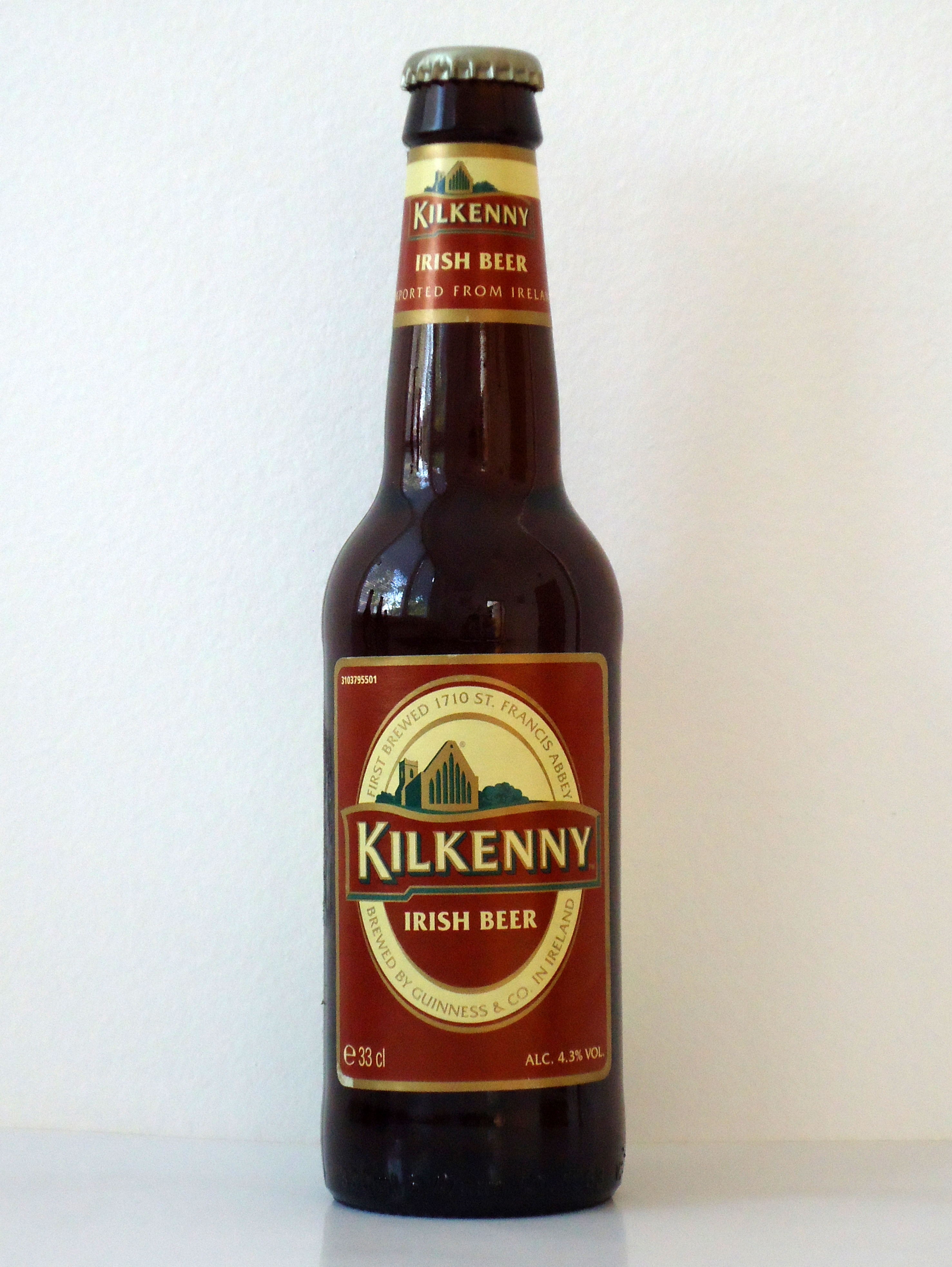
Botella de Kilkenny

Kilkenny es una marca de cerveza del tipo red ale perteneciente al grupo Diageo, fabricada en Kilkenny, Irlanda.
Se elaboraba en la cervecería más antigua de Irlanda, la cervecería de St. Francis Abbey desde 1710, hasta su cierre en 2013. Actualmente se elabora en la St. James's Gate brewery de Dublín.
Los ingredientes son agua, cebada malteada, cebada malteada tostada, lúpulo y levadura. Su tasa de alcohol por volumen es de 4,3°/l. Está disponible en tirador y en latas.
Aunque de origen irlandés, es particularmente popular en Canadá en los pubs irlandeses de Toronto (donde ha podido verse a celebridades como Mike Myers, Drake y Robert Gates con una Kilkenny en la mano) y en Australia (donde se puede encontrar en la mayoría de los pubs).